# Aurora (I Cani)
Aurora è il terzo album de I Cani pubblicato il 29 gennaio 2016.

## Tracce
1. Questo nostro grande amore – 3:11
2. Non finirà – 3:40
3. Baby soldato – 4:00
4. Il posto più freddo – 4:48
5. Protobodhisattva – 4:09
6. Aurora – 4:23
7. Una cosa stupida – 3:23
8. Calabi-Yau – 5:46
9. Ultimo mondo – 3:06
10. Finirà – 2:08
11. Sparire – 3:27